# Guibourtia
Guibourtia és un gènere de plantes de flor de la família Fabaceae (família de llegums). Conté 16 espècies, originàries 13 d'elles de les regions tropicals d'Àfrica i 3 espècies d'Amèrica del Sud. Es produeixen en boscos d'aiguamoll o periòdicament inundats, així com a prop de rius o en llacs.
Són arbres de fulla perenne que creixen fins a 40-50 m d'alçada, amb un tronc de diàmetre d'1-2 m, sovint amb un tronc fortament reforçat amb arrels fúlcries.

## Usos
El gènere és conegut per les fustes de luxe que s'extreuen dels seus exemplars. La fusta més coneguda és bubinga (Guibourtia demeusei). Un altre és ovangkol. Les espècies de Guibourtia també produeixen copal del Congo.

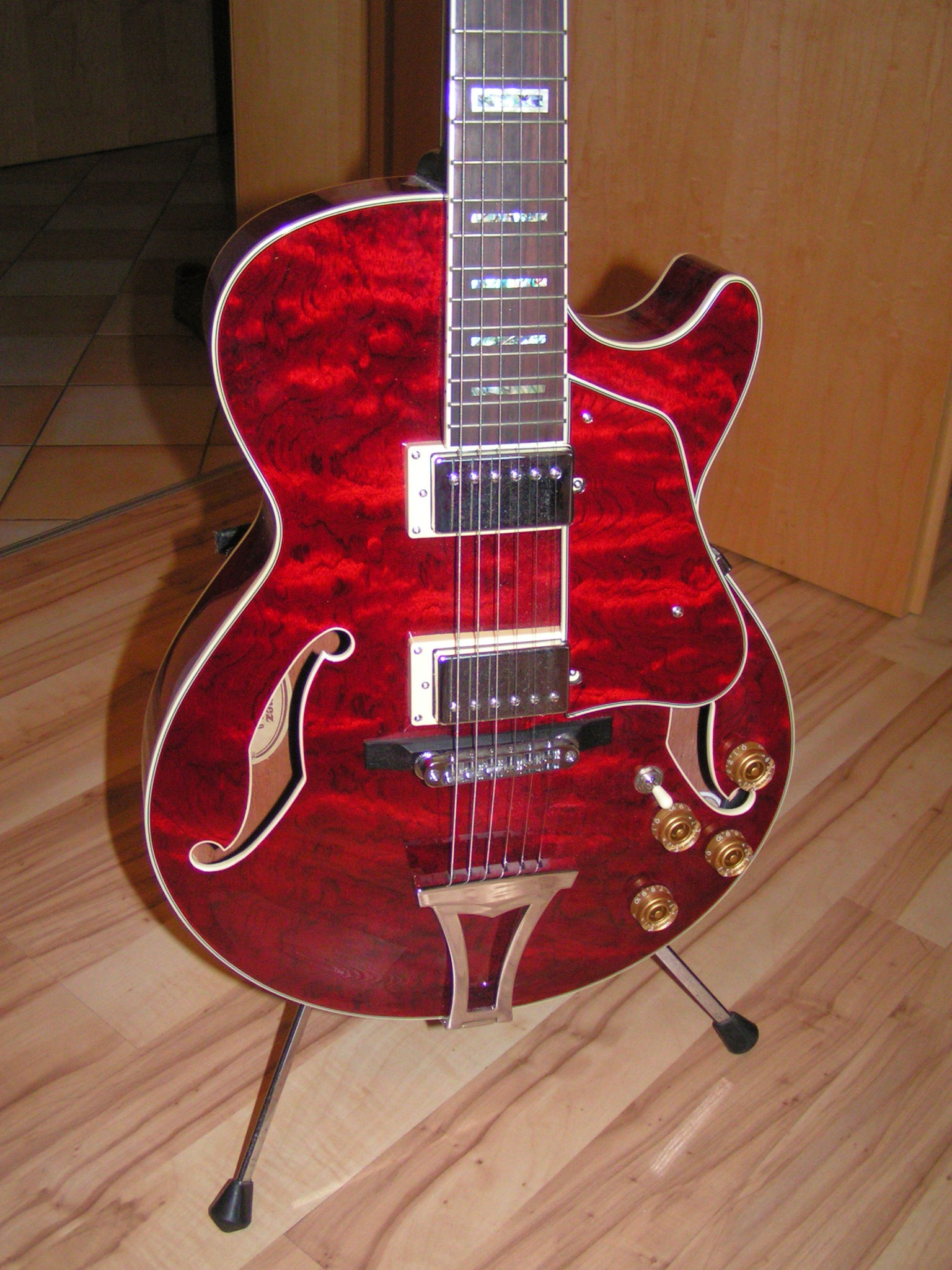
Guitarra Ibanez amb les peces anterior, lateral i posterior fabricades amb fusta de bubinga

La fusta és sovint utilitzada pels luthiers per a arpes i altres instruments, com ara les guitarres baixes, a causa del so suau i ben arrodonit. Warwick Bass i Ibanez són coneguts per utilitzar Bubinga i Ovangkol. També s'ha utilitzat en closques de tambor. Les companyies de tambors com Tama ofereixen diversos kits de bateria de gamma alta amb capes de Bubinga en les closques. Crafter també utilitza bubinga en alguns dels seus instruments. La bubinga també s'utilitza tant en guitarres acústiques com elèctriques per la seva figura de vetes i duresa.
Steinway and Sons ofereix un piano amb peces encastades de Kewazinga Bubinga, una fusta de l'Àfrica occidental similar a la de palissandre.

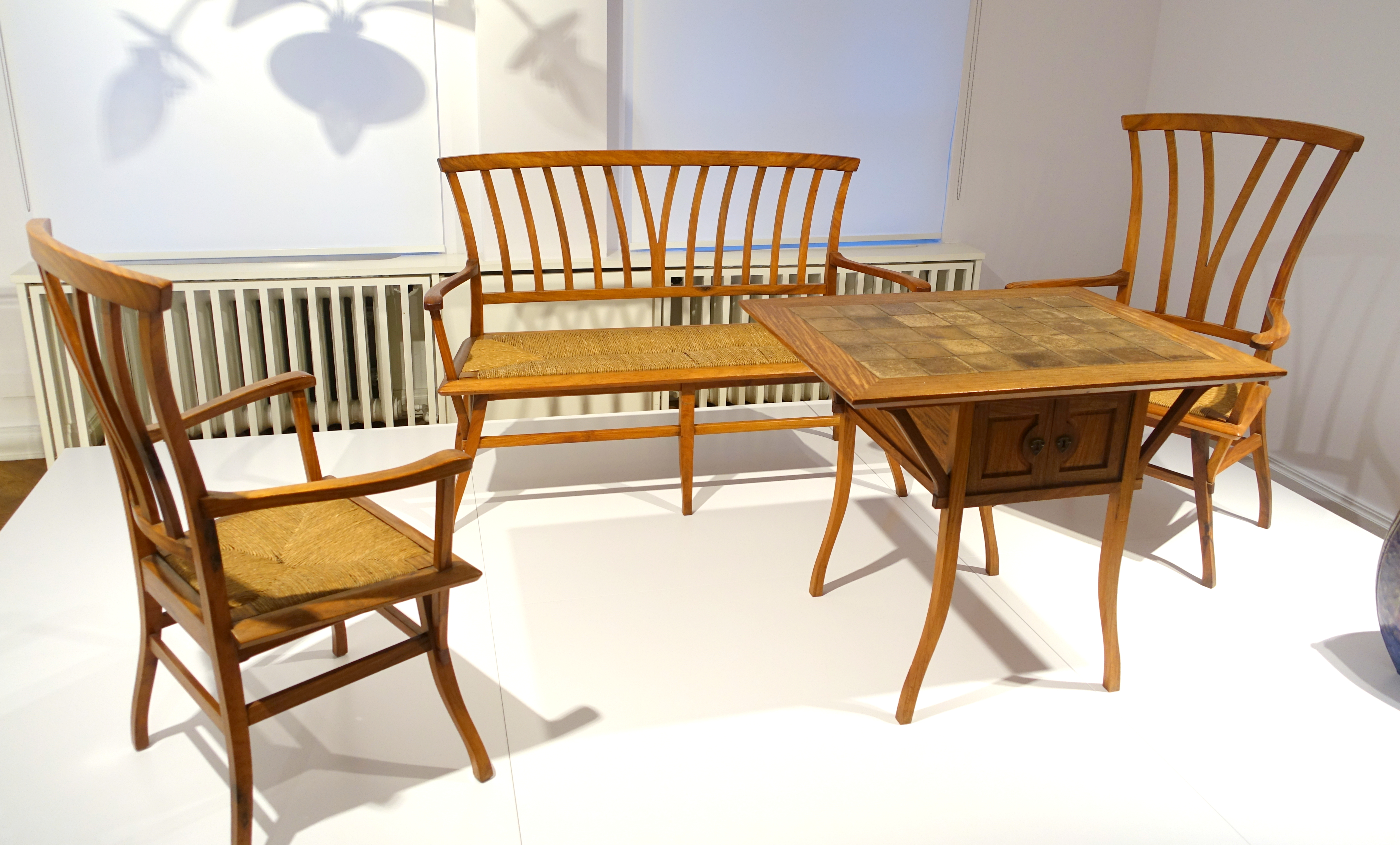
Mobles dissenyats per Henry van de Velde en 1895 en fusta de bubinga

Bubinga també s'utilitza en mobles de gamma alta, especialment per artistes contemporanis d'artistes i artesans, així com en eines manuals de fusta de gamma alta, com ara estiradors i peces frontals. En general, els usos com ara parquet, escales, torneria i fulloles per folrar altres fustes en decoració. També s'utilitza en la fabricació d'una pipa de tabac comercialitzada per Raw Papers. La pipa es fa a la vall de Pearl River (Mississipi-Loussiana) i es ven com un article tallat a mà.

## Propietats tecnològiques
La bubinga és marró-vermella o rogenca, amb venes purpúries, particularment visibles a la fusta acabada de tallar, però que van apagant amb el temps. És de textura mitjana i de fibra una mica entrecreuada. Quan la fibra és ondulada o irregular, la fusta presenta una aparença molt decorativa tant en les superfícies serrades al quart com en les serrades tangencialment. La bubinga és d'assecat lent però fàcil i, un cop seca, és estable. És forta però no gaire resistent. És de serrada fàcil, tenint en compte el seu pes i, després d'haver estat assecada, es pot obtenir un acabat llis, tot i que, si el gra és irregular, s'han de prendre precaucions. És una fusta duradora, resistent als tèrmits.
- Duresa: dura.
- Velocitat d'assecat: lenta.
- Defectes d'assecat: deformacions, clivelles o esquerdes.
- Fongs: durable.
- Insectes: durable.
- Resposta tonal: destacada.

## Taxonomia

### Originàries d'Àfrica[6]
Després del guió, alguns noms comuns entre la població autòctona o els comerciants de fusta.
- Guibourtia arnoldiana (De Wild. & T.Durand) J.Léonard - Benge, Benzi, Bubinga, Essingang, Kevazingo, M'Penze, Mbenge, Mutenye, Olive Walnut, Ovang, Waka,
- Guibourtia carrissoana (M.A.Exell) J.Léonard - Palissandre africà
- Guibourtia coleosperma (Benth.) J.Léonard - Palissandre africà, Fals Mopane, Arbre del copal de Rhodèsia
- Guibourtia conjugata (Bolle) J.Léonard
- Guibourtia copallifera Benn.
- Guibourtia demeusei (Harms) J.Léonard - Palissandre africà, Akume, Bubinga, Ebana, Essingang, Kevazingo, Kewazingo, Okweni, Ovang, Waka
- Guibourtia dinklagei (Harms) J.Léonard
- Guibourtia ehie (A.Chev.) J.Léonard - Amazakoue, Amazoué, Anokye, Hyedua negre, Ehie, Hyedua, Hyeduanini, Ovangkol, Shedua
- Guibourtia leonensis J.Léonard
- Guibourtia pellegriniana J.Léonard - Akume, Bubinga, Essingang, Kevazingo, Kevazingu, Ovang, Waka
- Guibourtia schliebenii (Harms) J.Léonard
- Guibourtia sousae J.Léonard
- Guibourtia tessmannii (Harms) J.Léonard - Akume, Bindinga, Bubinga, Essingang, Kevazingo, Ovang, Waka

### Originàries de sudamèrica
- Guibourtia chodatiana (Hassl.) J.Léonard (de vegades inclosa en G. hymenaefolia)
- Guibourtia confertiflora (Benth.) J.Léonard
- Guibourtia hymenaefolia (Moric.) J.Léonard